# Lasiomma collini
Lasiomma collini är en tvåvingeart som först beskrevs av Ringdahl 1929.  Lasiomma collini ingår i släktet Lasiomma och familjen blomsterflugor. Arten är reproducerande i Sverige. Inga underarter finns listade i Catalogue of Life.